# Пиетричауа (Прахова)
Пиетричауа (рум. Pietriceaua) насеље је у Румунији у округу Прахова у општини Бребу. Oпштина се налази на надморској висини од 671 m.

## Становништво
Према подацима из 2002. године у насељу је живело 1291 становника, од којих су сви румунске националности.